# Tortel (kommun)
Tortel är en kommun i Chile.   Den ligger i provinsen Provincia Capitán Prat och regionen Región de Aisén, i den södra delen av landet, 1 600 km söder om huvudstaden Santiago de Chile. Kommunen ligger mellan södra och norra patagonska isfälten. Huvudort är Caleta Tortel varifrån kommunen administreras.
I omgivningarna runt Tortel växer i huvudsak blandskog. Trakten runt Tortel är nära nog obefolkad, med mindre än två invånare per kvadratkilometer.